# Carlos Toro
Carlos Antonio Toro Coronado (Santiago, Chile, 4 de febrero de 1976) es un exfutbolista chileno que se desempeñaba como arquero.

## Selección nacional
Debutó con el equipo nacional de fútbol de Chile el 21 de marzo de 2001 entrando desde la banca en un amistoso contra Honduras. Participó de tres partidos con su país natal, y fue miembro del equipo que compitió en la Copa América 2001.

### Participaciones internacionales con la selección

#### Copa América
| Copa              | Sede     | Resultado        | Partidos | Goles |
| ----------------- | -------- | ---------------- | -------- | ----- |
| Copa América 2001 | Colombia | Cuartos de final | 0        | 0     |

#### Participaciones en Clasificatorias a Copas del Mundo
| Eliminatorias                    | Resultado | Posición | Partidos Jugados |
| -------------------------------- | --------- | -------- | ---------------- |
| Eliminatorias Corea y Japón 2002 | Eliminado | 10º      | 1                |

#### Partidos internacionales
| 1     | 21 de marzo de 2001  | Estadio Olímpico Metropolitano, San Pedro Sula, Honduras | Honduras   | 3-1 | Chile | -2 |  | Pedro García | Amistoso                         |
| 2     | 11 de abril de 2001  | Estadio Tecnológico, Monterrey, México                   | México     | 1-0 | Chile | -1 |  | Pedro García | Amistoso                         |
| 3     | 7 de octubre de 2001 | Estadio Major Antônio Couto Pereira, Curitiba, Brasil    | Brasil     | 2-0 | Chile | -2 |  | Jorge Garcés | Clasificatorias Corea-Japón 2002 |
| Total | Total                | Total                                                    | Presencias | 3   | Goles | -5 |  |              |                                  |

| Selección chilena | Selección chilena | Selección chilena |
| Año               | Partidos          | Goles             |
| ----------------- | ----------------- | ----------------- |
| 2001              | 3                 | -5                |
| Total             | 3                 | -5                |

## Clubes
| Club               | País  | Año       |
| ------------------ | ----- | --------- |
| Everton            | Chile | 1994-1998 |
| San Luis           | Chile | 1999      |
| Santiago Wanderers | Chile | 2000-2002 |
| Everton            | Chile | 2003-2004 |
| Provincial Osorno  | Chile | 2005      |

## Palmarés

### Campeonatos nacionales
| Título           | Club               | País  | Año  |
| ---------------- | ------------------ | ----- | ---- |
| Primera División | Santiago Wanderers | Chile | 2001 |